# Christijan Albers
Christijan Albers (Eindhoven, 16 aprile 1979) è un ex pilota automobilistico e dirigente sportivo olandese.
Non ha legami di parentela con il pilota Marcel Albers.

## Carriera

### Gli esordi
Nel 1997 esordisce vincendo il campionato olandese di kart e i campionati Formula Ford dei Paesi Bassi e del Belgio. Nel 1998 passa alla F3 tedesca che vince l'anno successivo. Nel 2001 inizia la sua avventura in Formula 1 nei panni di tester per la scuderia italiana Minardi e nel campionato tedesco per marche, il DTM, che lo vede impegnato con il Team Rosberg. La svolta della carriera avviene nel 2003 quando, pur proseguendo l'attività di tester per la Minardi, si mette in grande luce nel DTM vincendo diverse gare e laureandosi vicecampione correndo con il team HWA. Nel 2004 un leggero passo indietro dato che la stagione DTM lo vede terminare al terzo posto assoluto; durante l'anno prova le Formula 1 di Minardi e Jordan e la vettura del team Walker Racing in Champ Car.

### Formula 1

#### 2005: Minardi

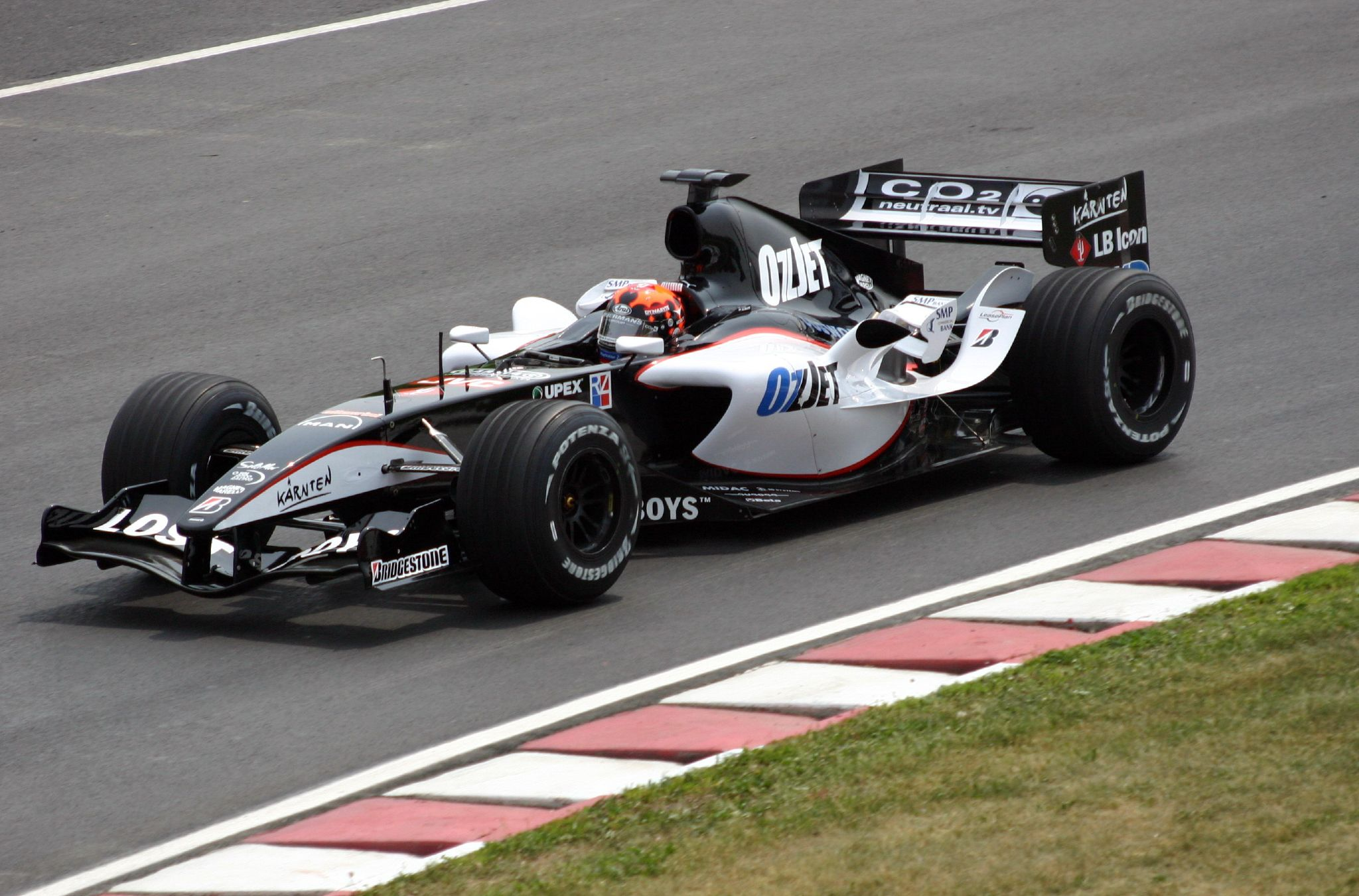
Albers al Gran Premio del Canada 2005 con la Minardi.

Nel 2005, dopo anni passati come tester, l'olandese ha l'opportunità di debuttare in Formula 1 al volante della Minardi; la vettura è poco competitiva e Albers si trova spesso a lottare per le ultime posizioni in classifica. La stagione è in continuo crescendo con l'olandese che, a partire dalla seconda metà della stagione, sta sempre davanti ad entrambi i compagni di squadra che si sono alternati durante la stagione e, a volte, persino le due Jordan; il miglior risultato stagionale è un 5º posto al Gran Premio degli Stati Uniti, gara disputata dalle sole 6 vetture gommate Bridgestone. In qualifica il miglior risultato è stato un 15º posto al Gran Premio del Canada, in cui si mise dietro, oltre alle due Jordan, anche la Red Bull di Christian Klien. Visti i discreti risultati, a fine stagione arriva la chiamata della Midland, per la stagione 2006.

#### 2006: Midland

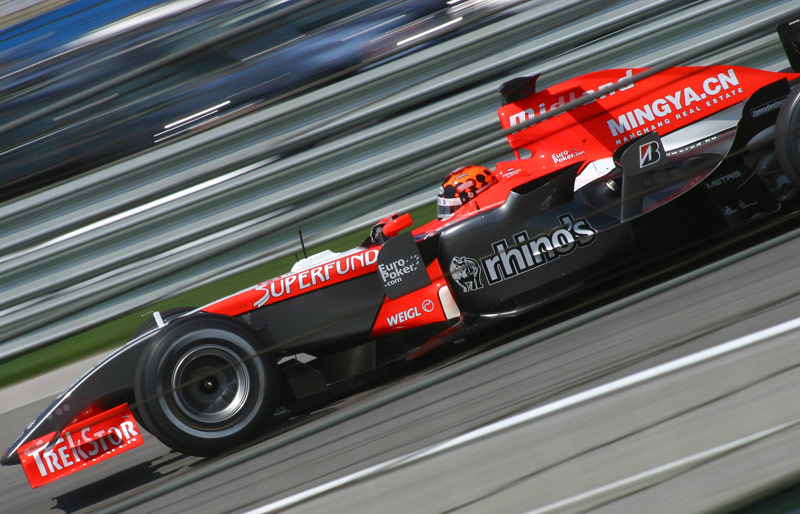
Albers al Gran Premio degli Stati Uniti 2006.

Anche nella stagione 2006 Albers riesce a vincere il confronto con il compagno di squadra Tiago Monteiro; stavolta, però, non riesce a ottenere punti durante la stagione, a causa della vettura poco competitiva che non permette all'olandese di andare oltre un 14º posto in qualifica e un 10º in gara. Riuscì comunque a mettersi in luce passando per ben 4 volte la prima manche di qualifiche, di cui una nella complicata pista di Suzuka; in gara riusciva a tenersi dietro vetture più potenti fino al primo pit stop quando, grazie a giri più veloci, gli altri piloti riuscivano a passarlo. Si ricorda inoltre uno spettacolare incidente al Gran Premio di San Marino, dove viene tamponato dalla Super Aguri di Yuji Ide e inizia un ribaltamento che durerà parecchie decine di metri dove il pilota ne esce illeso. Al termine della stagione viene confermato anche per il campionato 2007 dalla scuderia che nel frattempo ha cambiato denominazione in Spyker F1.

#### 2007: Spyker

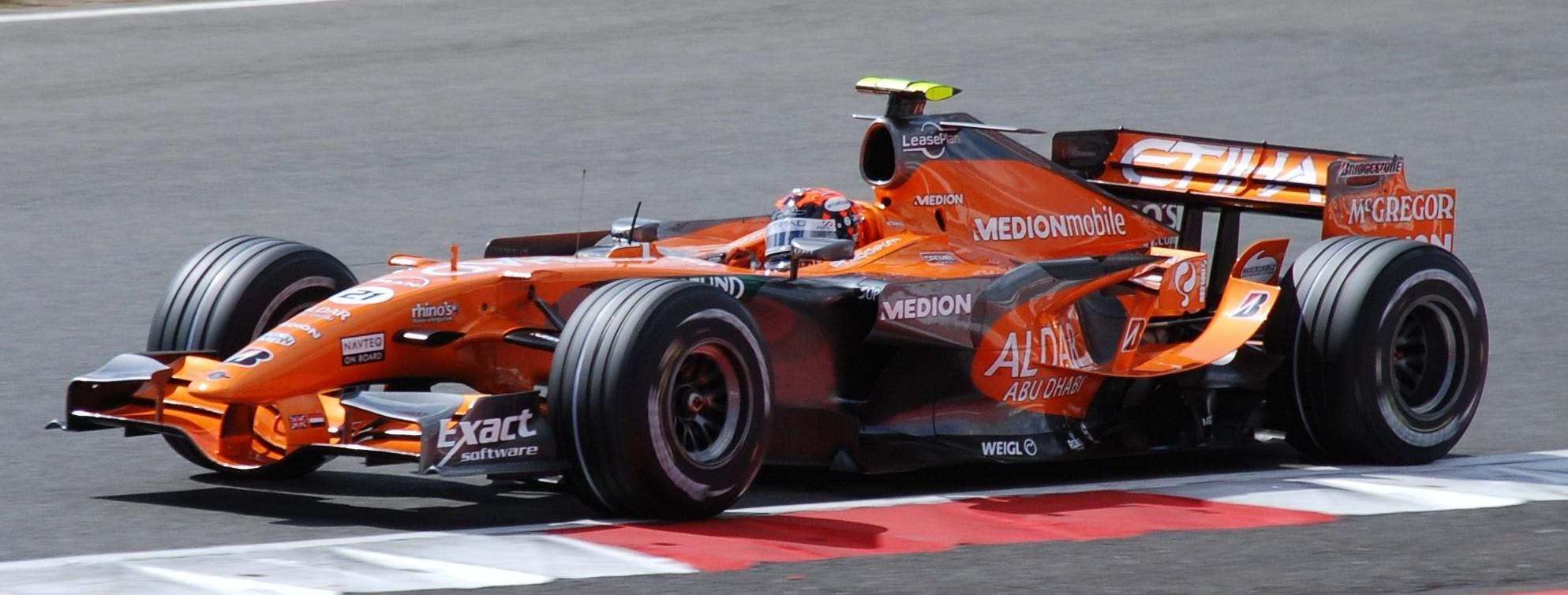
L'olandese alla sua ultima stagione in Formula 1, sulla Spyker.

Nel 2007 l'olandese è accasato alla poco competitiva Spyker, con cui non riesce ad ottenere risultati soddisfacenti, tanto da essere licenziato dopo il Gran Premio di Gran Bretagna; la stagione era piuttosto sottotono, in quanto i migliori risultati in gara sono stati due quattordicesimi posti in Bahrein e in Spagna, mentre in qualifica non andò oltre il 20º posto. Dopo il licenziamento l'olandese non rivolse alcuna azione legale nei confronti della scuderia, mantenendo buoni rapporti con il dirigente della squadra.

### Dopo la Formula 1
Nel 2008 prese parte nuovamente al DTM con una vettura del team Futurecom TME. A dicembre dello stesso anno prese parte alla gara finale dell'American Le Mans Series a volante di un Audi, mentre nel 2009 e nel 2010 disputò il campionato europeo Le Mans Series; in entrambe le occasioni partecipò alla 24 Ore di Le Mans, ottenendo nel 2009 il titolo di Rookie of the year.
Nel luglio 2014 assume l'incarico di nuovo amministratore delegato della Caterham, a seguito del cambio di proprietà di quest'ultima; l'ex-pilota, però, lascia l'incarico nel mese di settembre dello stesso anno, affidando il ruolo di team principal a Manfredi Ravetto.

## Risultati in Formula 1
| 2005 | Scuderia | Vettura      |     |    |    |     |     |    |    |    |   |     |    |    |    |     |    |    |    |    |    | Punti | Pos. |
| ---- | -------- | ------------ | --- | -- | -- | --- | --- | -- | -- | -- | - | --- | -- | -- | -- | --- | -- | -- | -- | -- | -- | ----- | ---- |
| 2005 | Minardi  | PS04B / PS05 | Rit | 13 | 13 | Rit | Rit | 14 | 17 | 11 | 5 | Rit | 18 | 13 | NC | Rit | 19 | 12 | 14 | 16 | 16 | 4     | 19º  |

| 2006 | Scuderia | Vettura |     |    |    |     |    |     |    |    |     |     |    |    |    |     |    |    |     |    |  | Punti | Pos. |
| ---- | -------- | ------- | --- | -- | -- | --- | -- | --- | -- | -- | --- | --- | -- | -- | -- | --- | -- | -- | --- | -- |  | ----- | ---- |
| 2006 | Midland  | M16     | Rit | 12 | 11 | Rit | 13 | Rit | 12 | 15 | Rit | Rit | 15 | SQ | 10 | Rit | 17 | 15 | Rit | 14 |  | 0     | 22º  |

| 2007 | Scuderia | Vettura |     |     |    |    |    |     |    |     |    |  |  |  |  |  |  |  |  |  |  | Punti | Pos. |
| ---- | -------- | ------- | --- | --- | -- | -- | -- | --- | -- | --- | -- |  |  |  |  |  |  |  |  |  |  | ----- | ---- |
| 2007 | Spyker   | F8-VII  | Rit | Rit | 14 | 14 | 19 | Rit | 15 | Rit | 15 |  |  |  |  |  |  |  |  |  |  | 0     | 25º  |

| Legenda | 1º posto     | 2º posto | 3º posto    | A punti         | Senza punti/Non class.  | Grassetto – Pole position Corsivo – Giro più veloce |
| Legenda | Squalificato | Ritirato | Non partito | Non qualificato | Solo prove/Terzo pilota | Grassetto – Pole position Corsivo – Giro più veloce |